# Narcisse-Augustin Lefort
Narcisse-Augustin Lefort (Parigi, 18 giugno 1852 – Parigi, 10 gennaio 1933) è stato un violinista e docente francese.

## Biografia
Narcisse-Augustin Lefort  fu allievo di Lambert Massart al Conservatorio di Parigi e conseguì il Premier Prix nel 1874. Nel 1871, ancora prima di completare gli studi, divenne membro dell’Orchestre dell’Opéra di Parigi e in seguito dell’Orchestre de la Société des Concerts du Conservatoire. Fu professore del Conservatorio di Parigi dal 1892 al 1929. Tra i suoi studenti si ricordano Jules Boucherit, Frederick Fradkin e Yvonne Astruc. Insegnò anche privatamente e tra i suoi allievi privati figurava Albert Spalding. Pubblicò Méthode complète de violon (Paris, A. Leduc, 1909-10), un metodo che comprende anche brevi brani per scopi didattici, compresi arrangiamenti per violino di passi tratti da opere liriche (in particolare di Wagner). È mancato a Parigi il 10 gennaio 1933.